# Allievo sergente
Gli allievi sergenti costituiscono il primo livello del ruolo sergenti che è il ruolo basico dei sottufficiali delle Forze armate italiane ed è considerato la naturale progressione di carriera per il personale della truppa in servizio permanente, mentre il ruolo apicale è il ruolo marescialli.
Il ruolo sergenti è alimentato esclusivamente attraverso concorso interno per titoli ed esami riservato ai volontari in servizio permanente appartenente al ruolo graduati che abbia maturato un'adeguata anzianità di servizio indicata nei relativi bandi di concorso e che rispettino altri requisiti stabiliti dal bando. I vincitori del concorso interno, vengono nominati "allievo sergente" ed inviati presso l'istituto di formazione specializzato nella formazione dei sergenti della propria forza armata. Nell'Esercito, l'ente preposto è l'80º reggimento addestramento volontari "Roma" di Cassino, che dipende direttamente dalla Scuola sottufficiali dell'Esercito Italiano dove gli allievi sergenti frequenteranno un corso di formazione tecnico-professionale di 6 mesi.
Nella Marina Militare i vincitori del concorso interno frequentano il Corso di Aggiornamento e Formazione Professionale alle Scuole Sottufficiali di Taranto o di La Maddalena. I Fucilieri di Marina, i Subacquei e gli Incursori svolgono tale fase di addestramento presso la Brigata marina "San Marco" di Brindisi ed il Comando Subacquei ed Incursori di La Spezia.
Nell'Aeronautica Militare i corsi vengono svolti presso la Scuola specialisti dell'Aeronautica Militare di Caserta.
Per l'Arma dei Carabinieri i corsi per allievo vicebrigadiere, omologo dell'allievo sergente delle altre forze armate, l'istituto di formazione è la Scuola allievi marescialli e brigadieri carabinieri.
| Stato servizio                                                             | Esercito Italiano          | Marina Militare       | Aeronautica Militare       | Carabinieri                        |
| -------------------------------------------------------------------------- | -------------------------- | --------------------- | -------------------------- | ---------------------------------- |
| durante il corso di formazione                                             | allievo sergente           |                       |                            | allievo sovrintendente             |
| al termine del corso di formazione                                         | sergente                   | sergente              | sergente                   | vicebrigadiere                     |
| dopo 4 anni nel grado inferiore                                            | sergente maggiore          | secondo capo          | sergente maggiore          | brigadiere                         |
| dopo 5 anni nel grado inferiore                                            | sergente maggiore capo     | secondo capo scelto   | sergente maggiore capo     | brigadiere capo                    |
| Dopo 3/4/5/6 anni nel grado precedente (in base all'anzianità da sergente) | sergente maggiore aiutante | secondo capo aiutante | sergente maggiore aiutante | brigadiere capo qualifica speciale |